# Медуница
Медуни́ца (лат. Pulmonária) — род невысоких многолетних травянистых растений семейства Бурачниковые (Boraginaceae). По современной классификации род включает 28 подтвержденных евразийских видов.
У большинства видов медуницы (как и у некоторых других бурачниковых) наблюдается нечастое среди цветковых растений явление изменения окраски венчика в процессе цветения: розовые в начале, к концу цветения венчики становятся синими.
Медуница — особенно медуница лекарственная (Pulmonaria officinalis) — с древних времён использовалась в качестве лекарственного растения. Некоторые виды культивируются как садовые растения, выведено множество декоративных сортов.
Все виды медуницы — хорошие медоносы.

## Название
Научное родовое название Pulmonaria происходит от лат. pulmo — «лёгкое» (pulmonalis в переводе с лат. — «лёгочный») и связано с применением растений этого рода для лечения лёгочных заболеваний.
Русское название рода, используемое в научной и научно-популярной литературе, — медуница — совпадает с традиционным русским названием рода и связано с медоносными свойствами представителей рода: в цветках растения содержится много нектара, к тому же это один из самых ранних медоносов. Иногда встречаются и другие русские названия рода или отдельных его видов: пульмонария (по транслитерации научного названия), лёгочница и лёгочная трава (и как народное название для тех видов, которые употреблялись для лечебных целей, и как перевод научного названия), медуника, медунка или бурундук.
Как и некоторые другие растения, цветущие очень рано, сразу после таяния снега, медуницу в некоторых регионах России называют «подснежником».

## Распространение
Все виды медуницы приурочены к умеренному поясу Евразии, при этом большинство видов — из Центральной и Восточной Европы. Наиболее широкий ареал — у медуницы мягкой (Pulmonaria mollis): это растение распространено от Западной Европы до Малой Азии и Восточной Сибири. На территории бывшего СССР встречаются 5—6 видов.
Три вида встречаются в средней полосе европейской части России — в лесах, оврагах, зарослях кустарников: это Медуница узколистная (Pulmonaria angustifolia), Медуница мягкая (Pulmonaria mollis) и Медуница неясная, или тёмная (Pulmonaria obscura).

## Биологическое описание

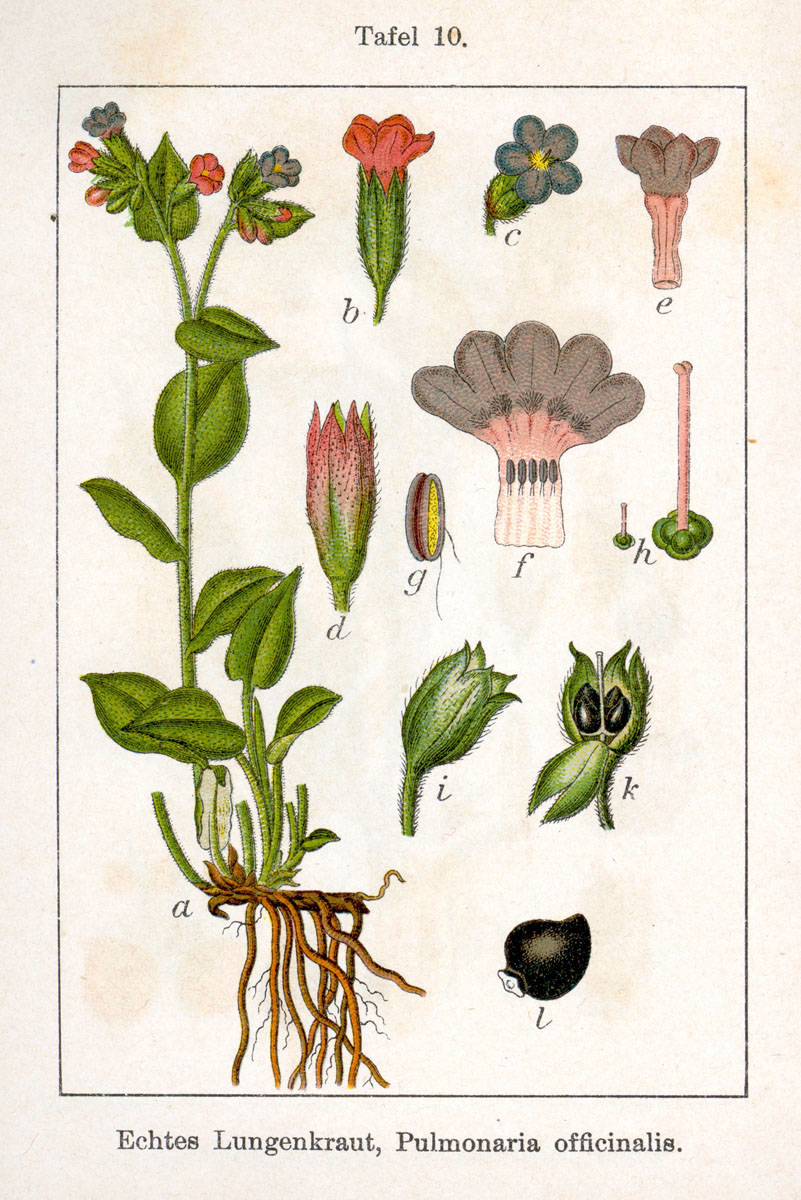
Медуница лекарственная (Pulmonaria officinalis). Ботаническая иллюстрация Якоба Штурма из книги «Deutschlands Flora in Abbildungen» (1796)

Представители рода — многолетние травянистые растения высотой не более нескольких десятков сантиметров. Нередко у растений ширина больше, чем высота. Надземная часть растений весной обычно представляет собой лишь стебель с цветками и небольшими листьями, летом же, после увядания стебля, надземная часть состоит из довольно больших прикорневых листьев.
Корневище ползучее, многолетнее, ветвистое.
Стебель прямостоячий, обычно с шероховатым опушением.
Листья цельные, овальные или ланцетовидные, заострённые на верхушке, иногда с опушением, у некоторых видов — со светлыми пятнами. Прикорневые листья — на длинных черешках, начинают расти после того, как растение зацветёт; стеблевые — существенно меньшего размера, немногочисленные, сидячие.

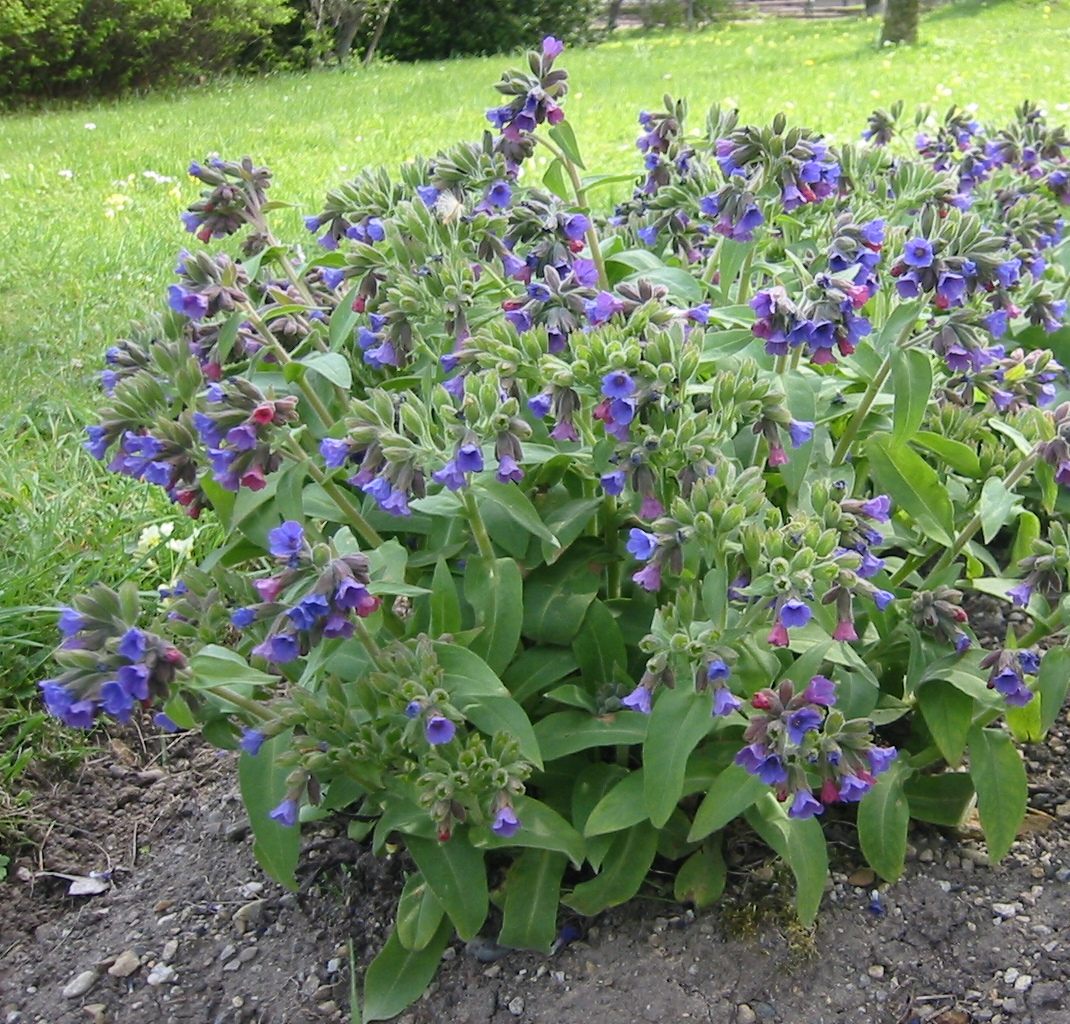
Медуница мягкая (Pulmonaria mollis), общий вид цветущих растений. Венский ботанический сад, Австрия.

Цветки с двойным околоцветником. Чашечка сростнолистная, колокольчатая, пятизубчатая (пятилопастная). Венчик актиноморфный, колокольчатый (ворончатый), пятидольный, с развитой трубкой и открытым зевом, в котором находятся пять пучков волосков. Тычинок пять. Столбик цельный, голый, с цельным головчатым рыльцем. Завязь верхняя. Цветки собраны в верхушечные соцветия — завитки. Время цветения для всех видов — весна.
Окраска венчика может быть белой, розовой, голубой, синей, лиловой. У большинства видов в бутонах и в начале цветения венчик розовый, позже его окраска становится синей или лиловой (иногда голубой или белой), часто на одном растении имеются цветки различной окраски. Изменение цвета объясняется изменением кислотности клеточного сока в венчиках цветков медуницы (клеточный сок в бутонах и молодых цветках имеет кислую реакцию, но ближе к концу цветения становится слабощелочным) и связано со свойствами красящего вещества, антоциана: кислые растворы, в которых он содержится, — розовые, щелочные — синие. Подобное изменение окраски венчика наблюдается и у некоторых других растений из семейства Бурачниковые, — например, у представителей рода Незабудка (Myosotis): бутоны у них обычно розовые, а сами цветки — голубые.
Возможно, изменение цвета венчика имеет информационное значение для насекомых-опылителей, но до конца приспособительное значение этого явления неясно.
Опыление происходит с помощью насекомых. Нектар в цветке защищён от всех неэффективных опылителей длинной трубкой венчика, из-за этого цветки медуницы могут опыляться только насекомыми с достаточно длинным хоботком (например, шмелями).
В качестве приспособления для перекрёстного опыления у растений этого рода наблюдается диморфная гетеростилия — существование особей одного вида, цветки которых имеют различную длину столбиков пестиков и тычиночных нитей (у одних растений столбики короче тычинок, у других — тычинки короче столбиков). Суть этого приспособления состоит в том, что насекомое, касаясь пыльников в цветке одного типа, пачкает своё тело пыльцой в тех местах, которые соответствуют рыльцу столбика в цветке другого типа.
Плод распадается на четыре гладких блестящих орешковидных односемянные доли с мясистыми присемянниками (ариллусами), которые привлекательны для муравьёв.
| |  |  |  |
| Слева направо: стебель (Pulmonaria montana), сидячий стеблевой лист (Pulmonaria obscura), прикорневой лист (Pulmonaria montana), цветки (Pulmonaria sp.). |  |  |  |

## Химический состав
Трава всех видов медуницы содержит дубильные вещества и слизи.
Листья медуницы неясной (Pulmonaria obscura) богаты аскорбиновой кислотой и другими витаминами.
В медунице лекарственной (Pulmonaria officinalis) содержатся сапонины и танины.

## Применение

### В кулинарии
Листья медуницы неясной (Pulmonaria obscura) съедобны, их можно использовать в салатах.
Листья медуницы лекарственной (Pulmonaria officinalis) добавляют в салаты и супы, они придают блюдам привкус вермута.
В Англии медуницу специально выращивают как салатное растение.

### В медицине

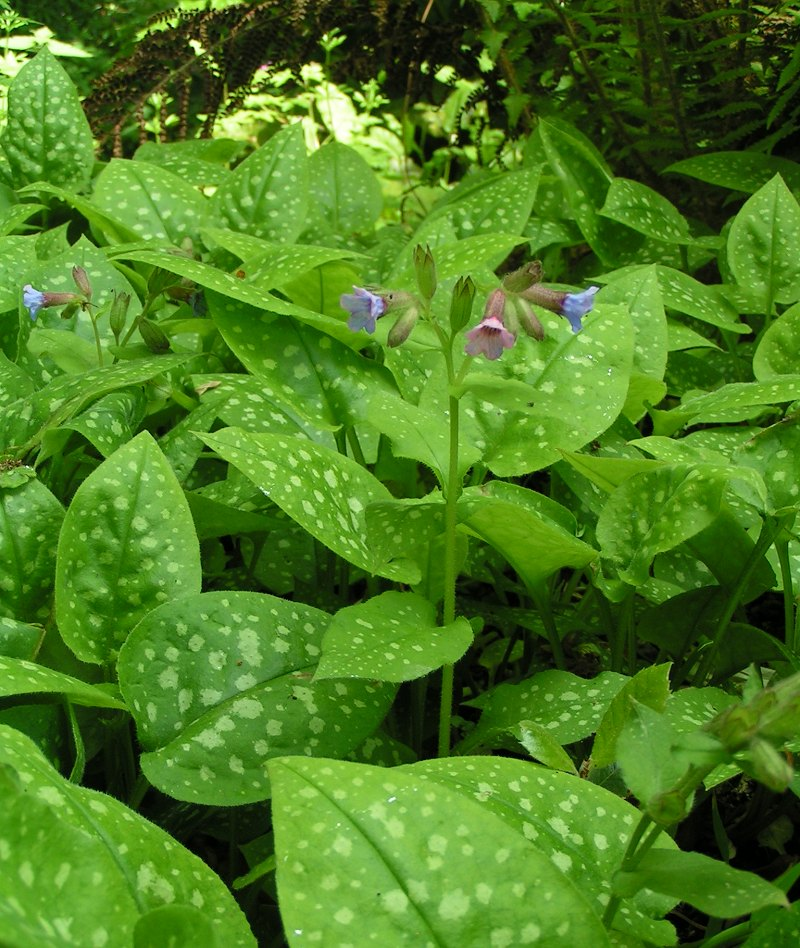
Медуница лекарственная (Pulmonaria officinalis), общий вид цветущих растений

В качестве лекарственного растения для лечения лёгочных заболеваний с древних времён использовали медуницу лекарственную (Pulmonaria officinalis). Такое использование было связано и с так называемой доктриной сигнатур (англ. Doctrine of signatures), долгое время применявшейся в фитотерапии (согласно этой доктрине внешний вид растения определяет его полезные свойства, а поскольку листья медуницы лекарственной, покрытые светлыми пятнами, в некоторой степени похожи на человеческие лёгкие, растение использовали для лечения именно лёгочных заболеваний), и с реальными медицинскими свойствами растения (медуница лекарственная содержит сапонины и танины, которые действуют как отхаркивающие и смягчающие средства при инфекциях слизистых оболочек). Сейчас в фитотерапии медуница лекарственная не используется, поскольку есть другие, существенно более эффективные растения с аналогичным действием.
Аналогично применяли и некоторые другие виды медуницы, в том числе медуницу неясную, — как смягчающее, противовоспалительное, отхаркивающие, вяжущее средство при лечении лёгочных заболеваний; кроме того, медуницу неясную также использовали при геморроидальных и носовых кровотечениях, при диатезе, малокровии и воспалительных процессах в желудке и кишечнике.

### Сорта
Многие виды медуницы используются в качестве красивоцветущих садовых растений. Выведено множество декоративных сортов.
- Pulmonaria 'Blue Ensign'. Высота около 25—30 см. Листья тёмно-зелёные. Цветки фиолетово-синие. Зоны морозостойкости: 2—9[15].
- Pulmonaria 'Mawson's Blue'. Растения с листьями длиной до 30 см и щетинистыми цветоносами высотой до 40 см с тёмно-синими цветками[11].
- Pulmonaria 'Opal'. Высота около 30 см. Листья со светлыми пятнами неправильной формы. Цветки опалесцирующе-синие или светло-синие. Зоны морозостойкости: 4—8[16]; согласно другому источнику 3—8[17].
- Pulmonaria angustifolia 'Blaues Meer'. Растения с крупными ярко-синими цветками[11].
- Pulmonaria longifolia 'Roy Davidson'. Сорт отличается широкими ремневидными серебристыми листьями со светлыми пятнами; цветки вначале светло-голубые, к концу цветения — розовые[11].
- Pulmonaria officinalis 'Sissinghurst White'. Растения с крупными пятнистыми листьями и белыми цветками, не меняющими окраску в процессе цветения[11].
- Pulmonaria saccharata 'Highdown'. Растения высотой до 30 см с пятнистыми серебристыми листьями и тёмно-синими цветками[11].
- Pulmonaria vallarsae 'Margery Fish'. Растения с серебристыми листьями, пятна на которых расположены по краю пластинок, и розово-фиолетовыми цветками[11].

### Агротехника
Медуницу рекомендуется выращивать в полутени, в прохладном месте (на сухих солнечных местах растение нередко поражается мучнистой росой). Желательно, чтобы почва была влажной и богатой гумусом. Размножение — семенами, черенками или делением.
| |  |  |
| Слева — Pulmonaria officinalis 'Sissinghurst White', в центре — Pulmonaria 'Trevi Fountain', справа — Pulmonaria saccharata 'Argentea'. |  |  |

## Классификация
Таксономия
Pulmonaria  L., 1753, Sp. Pl. : 135
Род Медуница относится к семейству Бурачниковые (Boraginaceae) порядка Бурачникоцветные (Boraginales). Кладограмма в соответствии с Системой APG IV по состоянию на июнь 2023 года:
|  |                                      |  |                                   | порядок Бурачникоцветные |  | семейство Бурачниковые — 153 ботанических рода |  | Медуница |  | 28 подтвержденных ботанических видов и 54 таксона, ожидающих подтверждения |
|  |                                      |  |                                   | порядок Бурачникоцветные |  | семейство Бурачниковые — 153 ботанических рода |  | Медуница |  | 28 подтвержденных ботанических видов и 54 таксона, ожидающих подтверждения |
|  | отдел Цветковые, или Покрытосеменные |  |                                   |                          |  |                                                |  |          |  |                                                                            |
|  |                                      |  |                                   |                          |  |                                                |  |          |  |                                                                            |
|  |                                      |  | ещё 63 порядка цветковых растений |                          |  |                                                |  |          |  |                                                                            |
|  |                                      |  |                                   |                          |  |                                                |  |          |  |                                                                            |

### Виды
Согласно современным представлениям род насчитывает 28 подтвержденных видов, в более ранней литературе приводится существенно большая цифра — около 70 .

### Полный список[3]
- Pulmonaria × digenea  A.Kern.
- Pulmonaria × heinrichii  Sabr.
- Pulmonaria × hybrida  A.Kern.
- Pulmonaria × intermedia  Palla
- Pulmonaria × notha  A.Kern.
- Pulmonaria × ovalis  Bastard
- Pulmonaria affinis  Jord.
- Pulmonaria angustifolia  L.  — Медуница узколистная
- Pulmonaria australis  (Murr) W.Sauer
- Pulmonaria carnica  W.Sauer
- Pulmonaria cesatiana  (Fenzl & Friedr.) Selvi, Bigazzi, Hilger & Papini
- Pulmonaria collina  W.Sauer
- Pulmonaria filarczkyana  Jáv.
- Pulmonaria heinrichii  Sabr.
- Pulmonaria helvetica  Bolliger
- Pulmonaria kerneri  Wettst.
- Pulmonaria landoziana  Péterfi
- Pulmonaria longifolia  Bast. ex Boreau
- Pulmonaria mollis  Wolff ex F.Heller  — Медуница мягкая
- Pulmonaria montana  Lej.
- Pulmonaria norica  Teyber
- Pulmonaria obscura  Dumort.  — Медуница темная
- Pulmonaria officinalis  L.  — Медуница лекарственная
- Pulmonaria rubra  Schott
- Pulmonaria saccharata  Mill.
- Pulmonaria stiriaca  A.Kern.
- Pulmonaria vallarsae  A.Kern.
- Pulmonaria visianii  Degen & Lengyel

### Популярные виды
Ниже приведено краткое описание некоторых видов:
- Pulmonaria angustifolia L. — Медуница узколистная. Морозостойкое растение высотой от 10 до 40 см, от других видов отличается жёстким, шершавым опушением. Один из трёх видов медуницы, встречающихся в европейской части России. Венчик вначале розовый, позже тёмно-голубой[11][2].
- Pulmonaria longifolia (T.Bastard) ex Boreau — Медуница длиннолистная. Растение с широкими ремневидными листьями[11].
- Pulmonaria mollis Wulfen — Медуница мягкая, или Медуница волосистая [syn.  Pulmonaria mollissima A.Kern. — Медуница мягчайшая]. Растение высотой от 10 до 50 см, от других видов отличается мягким бархатистым, немного клейким опушением. Венчик вначале розовый, позже голубой, синий или фиолетово-синий[4]. Распространена от Западной Европы до Малой Азии и Восточной Сибири. Один из трёх видов медуницы, встречающихся в европейской части России.[10][2]
- Pulmonaria montana Lej. — Медуница горная. Вид из Западной Европы (Бельгия, Германия, Франция, Швейцария)[18].
- Pulmonaria obscura Dum. — Медуница неясная, или Медуница тёмная. Растение высотой от 10 до 30 см, наиболее распространённый из трёх видов медуницы, встречающихся в европейской части России. Венчик вначале розовый, позже синий или голубой.[2]
- Pulmonaria officinalis L. typus — Медуница лекарственная. Растение высотой до 30 см, распространённое в Центральной и Восточной Европе, а также на Британских островах. Издавна используется в лекарственных целях. Листья длиной до 15 см, со светлыми пятнами; цветки розово-красные, постепенно становятся синие; растение начинает цвести в марте[11][14]. На территории России встречается в Калининградской области[19].
- Pulmonaria rubra Schott — Медуница красная. Вечнозелёное растение с длинными, до 45 см, листьями, имеющими редкие светлые пятна. Цветки синие и пурпурные, имеются сорта с белыми и розовыми цветками[11].
- Pulmonaria saccharata Mill. — Медуница сахарная. Вечнозелёное растение с пятнистыми листьями длиной до 25 см. Цветки белые и розовые. На основе этого вида было выведено множество сортов[11].
- Pulmonaria vallarsae A.Kern. — Медуница Валларса. Вид из Итальянских Альп; в природе растёт около горных ручьёв на каменистой почве. Растение высотой до 30 см с клейкими стеблями, на верхушках которых расположены красновато-фиолетовые, а затем пурпурные цветки[11].